# Kfar Saba
Pour les articles homonymes, voir Saba (homonymie).

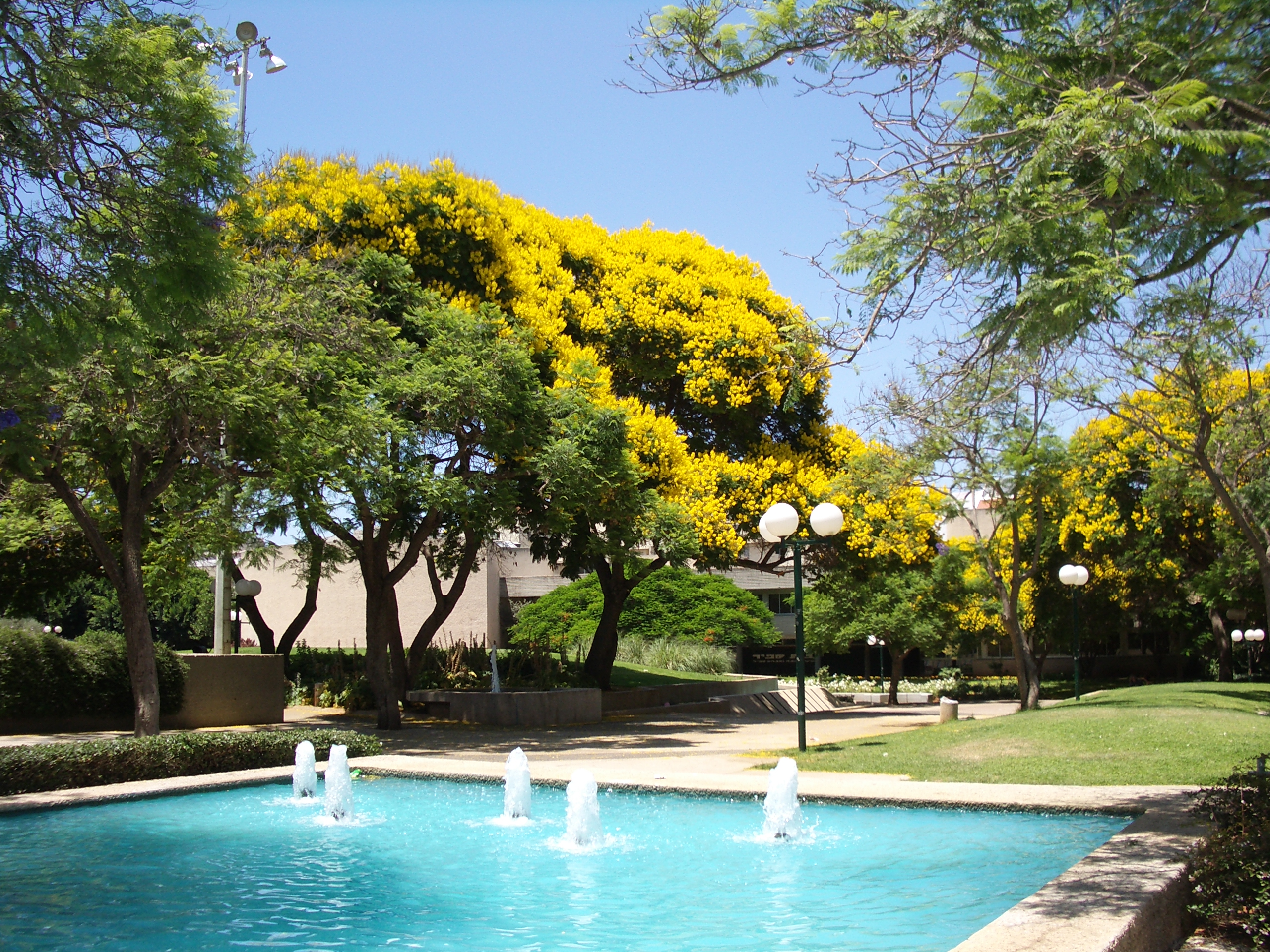
Paysage de Kfar Saba en été 2013

Kfar Saba (en hébreu : כפר סבא)(prononciation kfar saba), dont le nom signifie « village du grand-père », [6] est une ville du district central d'Israël. Elle a été déclarée ville en 1962. Sa superficie est d'environ 14 kilomètres carrés et, en septembre 2019, elle comptait environ 101 456[7] habitants répartis dans 37 613 foyers[8]. Kfar Saba est un centre administratif et commercial, d'établissements d'enseignement et de services médicaux. pour la région du sud de Sharon, et il y a C'est un grand centre industriel. La ville est membre de l'organisation du 15ème Forum.
histoire
De la période du Second Temple au XXe siècle
Une mosaïque d'inscription de rue de la période Talmud, dans laquelle la ville de "Kfar Saba" est mentionnée
Une colonie nommée Kfar Saba est mentionnée pour la première fois dans les écrits de Yosef ben Mattathias dans la description des guerres du roi hasmonéen Alexandre Yanai :
"Il (Antiochus Dionysos) est venu en Judée avec huit mille soldats armés et huit cents cavaliers, et Alexandre (Yenai) qui craignait son attaque a creusé une profonde tranchée à Kfar-Saba..."[9]
Dans son livre Guerres des Juifs, Yosef ben Matthieu raconte la fondation de la ville d'Antipatris (plus tard Tel Afek) :
"La vallée de Kfar Saba, la belle vallée dans sa majesté, pleine de ruisseaux et d'arbres gourmands."[10]
La signification du nom « Saba » est « le grand-père (le père du père) » en araméen. Kfar Saba est mentionné deux fois dans le Talmud babylonien :
"Un acte dans le sycomore de Kfar Saba où ils étaient tenus impurs."[11]
Selon le Talmud de Jérusalem, Kfar Saba était la limite de la zone dont la dépendance économique vis-à-vis du port de Césarée était grande, au point qu'on disait qu'ils autorisaient les fruits au marché de Kfar Saba sans mettre de côté les dons et les dîmes, sur l'hypothèse selon laquelle ils ont été importés d'un autre pays et exemptés de don (Yerushalmi Miskat Demai 16, 2). Kfar Saba est également mentionné dans l'adresse postale avec l'orthographe : « Kfar Saba ». Une copie de l'adresse se trouve à l'intérieur de la ville.Aujourd'hui, l'emplacement de Kfar Saba de la période du Second Temple est identifié avec la colonie arabe du même nom, qui existait dans la zone d'habitation actuelle de Kaplan. Des preuves de cette colonisation arabe peuvent être trouvées dans les écrits des géographes arabes Al-Mukadasi et Nasser Kusro du Xe siècle. La colonie arabe de Kfar Saba apparaît sur la carte de la Terre d'Israël dessinée par l'Anglais William Wey en 1462, mais il est situé entre le mont Thabor et Tibériade. Sur la carte du Fonds d'exploration israélien de 1880, Kfar Saba est indiqué à 2,5 kilomètres à l'ouest de Kalkilia. Pendant la période du mandat britannique, environ 800 habitants vivaient dans cette colonie, pour la plupart membres de la tribu Obediya appartenant à l'alliance tribale d'Abu Kishch.
La création du Kfar Saba juif
Initialement, Kfar Saba a été fondée en tant que « colonie subsidiaire » de la colonie de Petah Tikva. Environ 7 000 dounams de terres de Kfar Saba ont été achetés en 1892 par un groupe d'entrepreneurs juifs de Petach Tikva, dirigé par Yehiel Michal Pines et son gendre Noah Karlinsky. Leur objectif était de proposer les terres à la vente aux riches Juifs d'exil ; L'idée était de planter des vergers d'amandiers dans les parcelles et lorsque les arbres porteraient des fruits, les propriétaires des parcelles s'installeraient sur les terres.Malgré les tentatives de publicité via un bureau établi à Paris et dans la presse juive de l'époque comme "Hamelitz", l'achat s'est avéré infructueux, car les terres ont été trouvées dans un endroit désolé et négligé, loin de toute colonie juive. Après l'échec, le baron Rothschild acheta les terres en 1896 et, au début du XXe siècle, elles passèrent à la société YKA, qui reçut du baron la garde de ses colonies. La société YKA tenta sans succès de cultiver du jasmin sur le site. l'industrie du parfum.
En 1903 (1903), qui est aujourd'hui considérée comme l'année de l'établissement de la colonie juive à Kfar Saba, la société vendit une partie des terres aux habitants de Jérusalem et la majeure partie aux agriculteurs de Petah Tikva, afin que les habitants La deuxième génération - les fils des agriculteurs - a pu s'y installer. Une partie de ces terres a été vendue à d'autres, principalement à de nouveaux immigrants. Les premiers colons étaient originaires de Petah Tikva et les pionniers de la deuxième alyah ont travaillé dans la région pendant six jours. une semaine et je retournais à Petah Tikva pour le Shabbat.Les 12 premiers colons de Kfar Saba sont Yitzhak Sheinfein, Dov Skibin, Natan Rapoport, Dov Weinberg, Yosef Sosnovsky, Yoel Obrotsky, Ben-Zion Zettler, Yehoshua Vishni, Eliezer Nelkin, Haim Sosnovsky, Baruch Priber et Abraham Kaminsky[12]. Le chef du premier comité de Kfar Saba était Akiva Liebrecht, l'un des colons de Petah Tikva qui ont acheté la terre.
En 1906, le puits historique a été creusé à une profondeur de 18 mètres, qui se trouve aujourd'hui derrière le bâtiment de l'hôtel de ville (« Le Khan »), et deux eucalyptus ont été plantés à côté par Yitzhak Sheinfein, qui sont apparus plus tard dans le symbole de la ville de Kfar Saba. Parmi les pionniers qui ont travaillé à Kfar Saba figuraient David Ben Gourion (alors David Green) et Berel Katznelson. Ben Gourion écrivit à son père au printemps 1907 :
"Après Pâque, je travaille ici. L'air est frais et sain depuis Petah Tikva car Kfar Saba est situé en hauteur et entouré de montagnes."
Berel Katznelson a déclaré plus tard :
"J'ai passé mon premier hiver en Terre d'Israël (1909) à Kfar Saba. J'y étais tous les six jours de la semaine et le vendredi après le travail, qui était terminé le plus tôt possible, nous prenions nos chaussures, ou nos sandales, ou des bottes sur nos épaules et marcher jusqu'à Petah Tikva. »
En 1908, Aryeh Haimovich a acheté un grand terrain dans la région et a déménagé pour vivre dans la colonie. Le gouvernement ottoman refusa de délivrer des permis de construire et les premiers colons furent contraints de vivre dans une cabane. Plus tard, les colons vivaient dans un bâtiment allongé d'un étage avec des fenêtres sur le toit de tuiles. Le bâtiment allongé servait principalement d'étable à bétail, mais il possédait également deux salles de séjour (le bâtiment Khan, aujourd'hui il abrite les bureaux de la municipalité de Kfar Saba). Cette forme d'établissement temporaire dura jusqu'en 1912.
Le Shabbat Nehamo de l'année 1910, un garde arabe employé par les propriétaires fonciers de Petach Tikva a rencontré un groupe de voleurs d'amandes de la ville voisine de Kalkilia et les a abattus. À la suite de la fusillade, l'un des voleurs a été tué et a été tué. pillé du matériel et capturé deux gardes juifs, le chef des gardes Aharon Ostrovsky et Chaim Sosnovsky[13][14] Les renforts arrivés à Petach-Tikva après quelques heures ont négocié avec les dignitaires de Kalkilia, à la suite de quoi les deux ont été libérés et une indemnisation a été versée pour les dommages matériels.
L’attaque a suscité l’émoi en Terre d’Israël et dans le monde juif, et il a été décidé de faire de Kfar Saba une colonie permanente. Les premières maisons ont été construites grâce à un prêt d'une société d'aide aux Juifs allemands sur l'actuelle rue Herzl. Les maisons furent alors déguisées en granges faute de permis de construire. La construction des maisons fut achevée en 1913 et elle fut reconnue comme une colonie à part entière[15].
La Première Guerre mondiale et les émeutes de 1988